# Grécia nos Jogos Olímpicos de Inverno de 1936
A Grécia competiu nos Jogos Olímpicos de Inverno de 1936, em Garmisch-Partenkirchen, na Alemanha.